# Paral·lel 35° nord
El paral·lel 35° nord és una línia de latitud que es troba a 35 graus nord de la línia equatorial terrestre. Travessa Àfrica, el Mar Mediterrani, Àsia, l'Oceà Pacífic, l'Amèrica del Nord i l'oceà Atlàntic.
Ala Estats Units, el paral·lel 35° nord defineix la frontera meridional de l'estat de Tennessee, que la separa de Mississipi, d'Alabama i de Geòrgia. també defineix una part de la frontera entre Carolina del Nord i Geòrgia.

## Geografia
En el sistema geodèsic WGS84, al nivell de 35° de latitud nord, un grau de longitud equival a 91,228 km; la longitud total del paral·lel és de 32.864 km, que és aproximadament 82,0% de la de l'equador. Es troba a una distància de 3.875 km de l'equador i a 6.127 km del pol Nord.
Igual que tots els altres paral·lels a part de l'equador, el paral·lel 35° nord no és un cercle màxim i, per tant, no és la distància més curta entre dos punts, fins i tot si són a la mateixa latitud. Per exemple, seguint el paral·lel, la distància recorreguda entre dos punts de longitud oposada és 16.432  km; després d'un cercle màxim (que passa pel Pol Nord), només és 12.254  km.

## Durada del dia
En aquesta latitud, el sol és visible durant 14 hores i 31 minuts a l'estiu, i 9 hores i 48 minuts en solstici d'hivern.

## Arreu del món
Començant al meridià de Greenwich i dirigint-se cap a l'est, el paral·lel 35º passa per:
| Coordenades                               | País, territori o mar | Notes |
| ----------------------------------------- | --------------------- | --- |
| 35° 0′ N, 0° 0′ E / 35.000°N,0.000°E      | Algèria               | |
| 35° 0′ N, 8° 19′ E / 35.000°N,8.317°E     | Tunísia               | |
| 35° 0′ N, 10° 58′ E / 35.000°N,10.967°E   | Mar Mediterrani       | |
| 35° 0′ N, 24° 45′ E / 35.000°N,24.750°E   | Grècia                | Illa de Creta |
| 35° 0′ N, 25° 34′ E / 35.000°N,25.567°E   | Mar Mediterrani       | |
| 35° 0′ N, 32° 18′ E / 35.000°N,32.300°E   | Xipre                 | Inclou, per una curta distància, la Línia Verda (Xipre) |
| 35° 0′ N, 33° 43′ E / 35.000°N,33.717°E   | Dekèlia               | Bases militars de sobirania del Regne Unit (no part del territori de la República de Xipre) |
| 35° 0′ N, 33° 51′ E / 35.000°N,33.850°E   | Xipre                 | |
| 35° 0′ N, 34° 4′ E / 35.000°N,34.067°E    | Mar Mediterrani       | |
| 35° 0′ N, 35° 54′ E / 35.000°N,35.900°E   | Síria                 | |
| 35° 0′ N, 41° 14′ E / 35.000°N,41.233°E   | Iraq                  | |
| 35° 0′ N, 45° 53′ E / 35.000°N,45.883°E   | Iran                  | |
| 35° 0′ N, 61° 7′ E / 35.000°N,61.117°E    | Afganistan            | |
| 35° 0′ N, 71° 31′ E / 35.000°N,71.517°E   | Pakistan              | Khyber Pakhtunkhwa · Azad Kashmir – reclamat per Índia · Gilgit-Baltistan – reclamat per Índia |
| 35° 0′ N, 77° 1′ E / 35.000°N,77.017°E    | Índia                 | Jammu i Caixmir – reclamat per Pakistan |
| 35° 0′ N, 78° 7′ E / 35.000°N,78.117°E    | Aksai Chin            | Disputat entre Índia i R.P. de la Xina |
| 35° 0′ N, 80° 11′ E / 35.000°N,80.183°E   | R.P. de la Xina       | Tibet Qinghai Gansu Shaanxi Gansu Shaanxi Shanxi Henan Shandong Jiangsu |
| 35° 0′ N, 119° 12′ E / 35.000°N,119.200°E | Mar Groga             | |
| 35° 0′ N, 126° 6′ E / 35.000°N,126.100°E  | Corea del Sud         | Jeollanam-do Gyeongsangnam-do passant just al sud de Busan |
| 35° 0′ N, 128° 50′ E / 35.000°N,128.833°E | Mar del Japó          | |
| 35° 0′ N, 132° 12′ E / 35.000°N,132.200°E | Japó                  | Illa de Honshu: — Prefectura de Shimane — Prefectura d'Hiroshima — Prefectura d'Okayama — Prefectura de Hyōgo — Prefectura d'Osaka — Prefectura de Kyoto — Prefectura de Shiga — Prefectura de Mie — Prefectura d'Aichi — Prefectura de Shizuoka |
| 35° 0′ N, 139° 6′ E / 35.000°N,139.100°E  | Oceà Pacífic          | Badia de Sagami |
| 35° 0′ N, 139° 51′ E / 35.000°N,139.850°E | Japó                  | Illa de Honshu: — Prefectura de Chiba |
| 35° 0′ N, 139° 59′ E / 35.000°N,139.983°E | Oceà Pacífic          | |
| 35° 0′ N, 120° 38′ O / 35.000°N,120.633°O | Estats Units          | Califòrnia Nevada (punta sud) Arizona Nou Mèxic Texas Oklahoma Arkansas frontera Tennessee / Mississipi frontera Tennessee / Alabama frontera Tennessee / Geòrgia frontera Carolina del Nord / Geòrgia Carolina del Sud Carolina del Nord        |
| 35° 0′ N, 76° 8′ O / 35.000°N,76.133°O    | Oceà Atlàntic         | |
| 35° 0′ N, 6° 15′ O / 35.000°N,6.250°O     | Marroc                | |
| 35° 0′ N, 2° 8′ O / 35.000°N,2.133°O      | Algèria               | |